# Berté Henrik
Berté Henrik (külföldön Heinrich [Harry] Berté, eredeti nevén Bettelheim Henrik) (Galgóc, 1857. május 8. – Perchtoldsdorf, Alsó-Ausztria, 1924. augusztus 23.) zeneszerző. Nevét a Három a kislány c. áléletrajzi, világszerte nyolcvanezerszer játszott operettje tette halhatatlanná.

## Élete
Magyarországi zsidó családban, egy orvos fiaként született. Édesapja Henrik tízéves korában meghalt, ezt követően került bátyjával Bécsbe. 1884-ben lett a Gesellschaft der Musikfreunde konzervatóriumának növendéke. Mesterei Franz Krenn (zeneszerzés, ellenpont), Robert Fuchs (zongora), az idősebb Joseph Hellmesberger, Anton Bruckner (!) voltak.
Pályája 1887-ben indult első operettjével. 1890-ben Grazban mutatták be Die Märchenbuch című balettjét. Ennek átdolgozott változata, a Die goldene Märchenwelt 1893-ban került a  bécsi Udvardi Opera színpadára. 1896-ban Prágában mutatták be egyetlen operáját. (1899. március 4-étől a budapesti Opera is játszotta, az év végéig nyolc előadást ért meg, aztán feledésbe merült.) Ezt követően még komponált két táncjátékot, majd teljesen áttért az operettekre.
1913-ban Siegmund Eibenschütz karmesterrel az ebben az időben már főként a csődökről híres Carltheater vezetője lett egy időre.
Még 1911-ben kapta meg Alfred Willnertől a Három a kislány librettóját. Előbb saját dallamokkal komponálta meg az operettet, de ebben a formában nem volt hajlandó előadni egyetlen színház sem. Újraírta a darabot, immár Franz Schubert szerzeményeinek felhasználásával, s ez a változat sikert hozott. Az első világháború kellős közepén, 1916. január 15-én mutatta be a Raimundtheater. Az év végéig több mint háromszázszor játszották. Néhány hónappal a bécsi bemutató után eljutott Berlinbe és Budapestre is a darab, majd a háború után az egész világot bejárta. Angol nyelvterületen jelentős változtatásokat hajtottak végre rajta, a címe New Yorkban Blossom Time, Londonban Lilac Time lett. Máig 22 nyelvre fordították le és 60 országban játszották. A sikert látva, 1917-ben újabb operettet írt Schubert-művekből. A Budapesten, Tavasz és szerelem (Lenz und Liebe) címmel bemutatott darab nem hozta meg a várt eredményt, mára eltűnt a repertoárról, csakúgy mint két utolsó színpadi műve. Berté is az „egyműves” szerzők közé tartozik.
Agglegény maradt egész életében, bátyjánál lakott, közös zeneműkiadó vállalatot  működtettek. Sírja a bécsi Zentralfriedhofban található [59A–6–16].

## Művei
Opera
- Die Schneeflocke (Prága, 1896 [Budapest: Hópehely, 1899])

Balettek
- Das Märchenbuch (Graz, 1890)
- Die goldene Märchenwelt (Bécs, 1893)
- Amor auf Reisen (Bécs, 1895)
- Der Karneval in Venedig (München 1901)
- Automatenzauber (Bécs, 1901)

Operettek
- Bureau Malicone (Baden bei Wien, 1887)
- Der neue Bürgermeister (Bécs, 1904)
- Die Millionenbraut (München, 1904)
- Der Stadtregent (München, 1905)
- Der kleine Chevalier (Drezda, 1907)
- Der schöne Gardist (Boroszló, 1907)
- Der Glücksnarr (Bécs, 1908)
- Die Wunderquelle (Bécs, 1908)
- Der erste Kuss (Hamburg, 1909)
- Kreolenblut (Hamburg, 1910)
- Der Märchenprinz (Hannover, 1914)
- Das Dreimäderlhaus (Bécs, 1916 [Budapest: Három a kislány, 1916])
- Lenz und Liebe (Budapest: Tavasz és szerelem, 1917 [Hamburg, 1918])
- Die drei Kavaliere (Bécs, 1918)
- Coulissengeheimnisse (Hamburg, 1920)